# Acacia theronii
Acacia theronii är en ärtväxtart som beskrevs av P.P.Sw. Acacia theronii ingår i släktet akacior, och familjen ärtväxter. Inga underarter finns listade i Catalogue of Life.